# شمال الصين

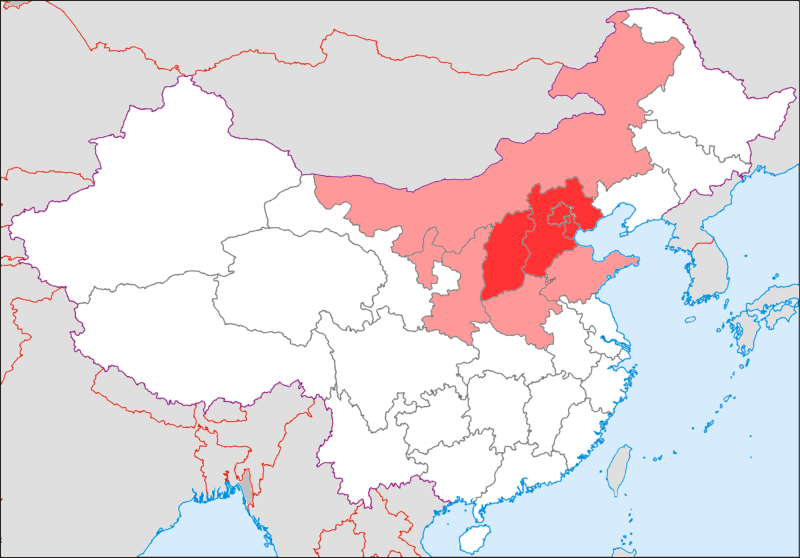
تعريف أوسع لشمال الصين

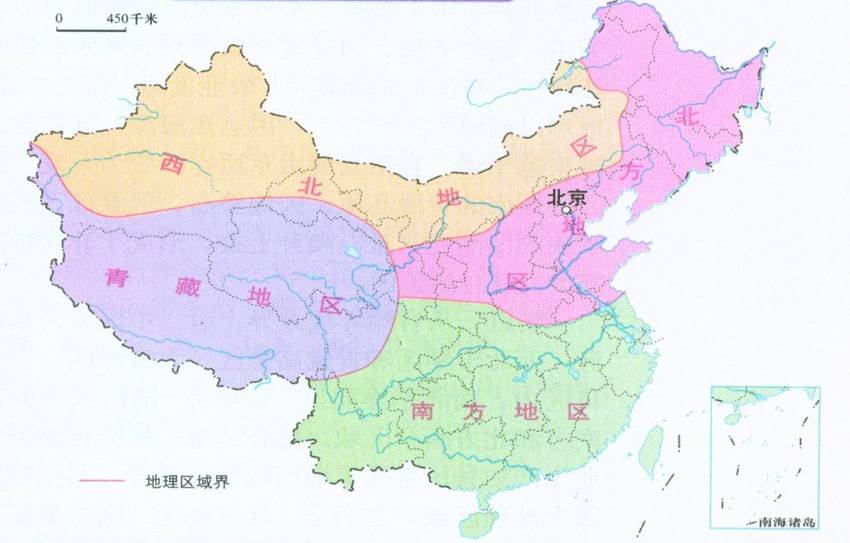
تعريف أوسع لشمال الصين (باللون الوردي)

الصين الشمالية أو شمال الصين (بالصينية: 华北地区) منطقة جغرافية في الصين، تقع في الشمال.

## التاريخ
في عصور ما قبل التاريخ كانت المنطقة موطناً ليانغشاو ولونغشان. كما عثر على إنسان بكين بالقرب من العاصمة بكين.

## الجغرافيا
يوجد في شمال الصين هبوطات أرضية.

## التقسيمات الإدارية في جمهورية الصين الشعبية
| معايير GB | رقم الأيزو | محافظة           | اسم الصينية                     | العاصمة     | السكان     | الكثافة  | المساحة   | المختصر/الرمز                |
| --------- | ---------- | ---------------- | ------------------------------- | ----------- | ---------- | -------- | --------- | ---------------------------- |
| BJ        | 11         | بكين             | 北京市 Běijīng Shì              | بكين        | 19,612,368 | 1,167.40 | 16,800    | 京 Jīng                      |
| TJ        | 12         | تيانجين          | 天津市 Tiānjīn Shì              | تيانجين     | 12,938,224 | 1,144.46 | 11,305    | 津 Jīn                       |
| HE        | 13         | خبي              | 河北省 Héběi Shěng              | شيجياتشوانغ | 71,854,202 | 382.81   | 187,700   | 冀 Jì                        |
| SX        | 14         | شانشي            | 山西省 Shānxī Shěng             | تاي يوان    | 35,712,111 | 228.48   | 156,300   | 晋 Jìn                       |
| NM        | 15         | منغوليا الداخلية | 內蒙古自治区 Nèi Měnggǔ Zìzhìqū | هوهوت       | 24,706,321 | 20.88    | 1,183,000 | 蒙(內蒙古) Měng (Nèi Měnggǔ) |